# Петрула (Козенца)
Петрула је насеље у Италији у округу Козенца, региону Калабрија.
Према процени из 2011. године у насељу је живело 83 становника. Насеље се налази на надморској висини од 59 m.